# Kozanki Wielkie
Kozanki Wielkie [pronunciación en polaco: /kɔˈzanki ˈvjɛlkʲɛ/] es un pueblo en el distrito administrativo de Gmina Uniejów, dentro del Distrito de Poddębice, Voivodato de Łódź, en Polonia central. Se encuentra aproximadamente 10 kilómetros al noreste de Uniejów, 17 kilómetros al norte de Poddębice, y 50 kilómetros al del noreste de la capital regional, Łódź.